# Coll de la Croqueta d’Ovarra
El coll de la Croqueta d'Ovarra és un pas enlairat que està situat en la serra de Vallabriga, dins del municipi de Beranui, a la vora dreta del riu Isàvena i dalt del Congost d'Ovarra de la Baixa Ribagorça, en el camí que va des de Vallabriga (Beranui) a les Paüls.
El coll, la serra de Vallabriga i el congost d'Ovarra estan dins la Zona d'especial protecció per a les aus (ZEPA).